# عدوية
العدوية (الكردية: عدویتی)، والمعروفة أيضا باسم اليزيدية (الكردية: یزیديتی)، كانت طريقة صوفية سنية أسسها الشيخ عدي بن مسافر في كردستان. كانت العدوية طائفة متزامنة وغير متجانسة، متأثرة بشدة بأديان ما قبل الإسلام. تطورت الطريقة لاحقا إلى دين اليزيدية.

## الأصل
أسس الشيخ عدي بن مسافر الطريقة العدوية. كان عدي بن مسافر من السلالة الأموية، ولد حوالي عام 1075 في قرية تعرف باسم بيت فار، بالقرب من بعلبك في وادي البقاع. من قريته النائية، سافر إلى بغداد لدراسة الصوفية، وفي وقت لاحق، في القرن الحادي عشر، انتقل إلى لالش، التي سكنتها قبائل الهكاري والداسني. كانت المنطقة خطيرة جدا ومعزولة في ذلك الوقت، حيث لم يكن العديد من الأكراد قد اعتنقوا الإسلام، وكانوا معادين للغرباء. استقر في لالش، حيث أسس الطريقة العدوية. درس عبد القادر الجيلاني مع الشيخ عدي في بغداد، وساعد الشيخ عدي على الاستقرار في كردستان. تأثر الشيخ عدي بالعديد من الشيوخ الصوفيين، بما في ذلك عبد القادر الجيلاني، والغزالي، والحسن البصري، والحلاج، وقضيب البان، وفخر الدين الطبرستاني.

## المعتقدات
استقر الشيخ عدي بين مجموعة من الأكراد الذين تابعوا الدين الإيراني القديم. لقد قبلوا الإسلام، لكنهم خلطوه بالمعتقدات المحلية. قاد العدوية العرب، الذين شكلوا الطبقة الشيخية. كانت الغالبية العظمى من الأتباع من الأكراد الكرمانج، مع أقليات من العرب والأتراك والفرس. نظرا لأن العدوية كانت معزولة للغاية وكان معظم أتباعها من الأكراد، فقد اندمجت الأعراق الأخرى تدريجيا. بحلول الوقت الذي انفصلت فيه العدوية عن الإسلام وتوقفت عن قبول المتحولين الدينيين، كان جميع أتباعها تقريبا أكراد.
ادعى الشيخ عدي أن المسلمين يجب أن يسترشدوا بالقرآن والسنة، وأن يتبعوا أمثلة أبو بكر وعمر وعثمان وعلي. كان يحترم علي بشدة، على الرغم من أنه يكره الإسلام الشيعي. دافع الشيخ عدي عن الفناء، وقال لأتباعه "يجب أن تعرفوا أن القديسين لم يصبحوا قديسين من خلال الأكل والشرب والنوم والضرب والضرب، ولكنهم ارتفعوا حتى حالتهم بفضل حماسهم الديني وممارساتهم التقشفية. الشخص الذي يهلك من أجل محبة الله يصبح ثوب شرف للألوهية والذي يقترب من الله من خلال إبادة حياته الخاصة، يعطيه الله هذه الحياة." آمن العدويون بالله، الذي أشاروا إليه باسم "خدي" (خوەدێ) و"الله" (ئەللا) و"الرب" (ڕەب) و"الحق" (حەق) و"يزدان" (یەزدان). كان يزدان مصطلحا باللغات الإيرانية لله. بدأ العدويون بعض الصلوات بـ"بسم يزدان العلي العظيم الرحيم الكريم". ومع ذلك، استخدموا في الغالب مصطلح "خدي" (خوەدێ)، الذي أصبح أكثر هيمنة.
كان شعر الشيخ عدي مشابها لشعر الشاه إسماعيل، وغالبا ما يسلط الضوء على وجهات نظره غير المتجانسة. كان العدويون جزئيا طائفة مسلحة، وكان لديهم أوجه تشابه مع الخرميون السابقين والقزلباش اللاحقين. كان يعتقد أن الشيخ عدي لديه قوى خارقة للطبيعة ويقوم بالمعجزات. لقد تأثر بشدة بالحلاج، كما أدلى بتصريحات ذكر فيها أنه واحد مع الله. أدلى الحلاج، قبل إعدامه، بتصريحات اعتبرها الكثيرون ادعائه بالألوهية، بينما ادعى أنها كانت في الواقع وحدة مع الله.

## التاريخ
توفي عدي بن مسافر في يناير 1162، وأصبح قبره في لالش ضريحا لأتباعه. نظرا لأنه كان زاهدا، خلفه ابن أخيه، صخر أبو البركات، كزعيم للعدوية. نما صخر أبو البركات العدوية بسرعة. توفي أيضا في سن الشيخوخة ودفن بالقرب من عدي بن مسافر. خلفه ابنه الشيخ عدي ابن صخر، الذي كان أول زعيم عدوي ولد في كردستان، والمعروف باسم "عدي الكردي"، لتمييزه عن عدي بن مسافر.
توفي عدي ابن صخر وخلفه ابنه الشيخ حسن بن عدي بن صخر. في عهد الشيخ حسن، بدأت العدوية في التحول أكثر نحو الممارسات غير المتجانسة والاختلاف عن الإسلام، على الرغم من أن العدويين استمروا في تحديد أنفسهم كمسلمين من اهل السنة. بسبب تقديس العدوية ليزيد بن معاوية، فضلا عن النسب الأموي المشترك ليزيد وشيوخ العدوية، بدأ الكثيرون في الإشارة بشكل مهين إلى العدويين على أنهم "يزيديين"، والعدوية على أنها "يزيدية". أصبحت المصطلحات مرادفة. أشاد عدي بن مسافر بيزيد بن معاوية، ونفى أيضا أن يزيد قد قتل الحسين. اتهم ابن تيمية الشيخ حسن بتحويل التقديس العدوي ليزيد إلى غلاة. ابن تيمية لم يكفر العدوية. تم إعطاء مصطلح "اليزيدية" للعدوية من قبل الشيعة وبعض السنة. في المقابل، أشار العدويون إلى الشيعة باسم "رافضة"، وإلى خصومهم السنة على أنهم "شريعة"، مدعين أن خصومهم السنة لم يكونوا مسلمين، بل مجرد مواطنين من الأراضي التي تحكمها الشريعة الاسلامية. أشار العدويون إلى أنفسهم باسم "السنة" أو "أهل السنة والجماعة"، وإلى العدوية باسم "السنة" أو "الطريقة".
بخلاف كردستان، كان العدويون موجودين أيضا في سوريا ومصر حيث فروا إلى هناك خلال الغزوات والفتوحات المغولية. كانوا العدويون أيضا علاقات جيدة مع صلاح الدين وكان له حضور كبير في جيشه. كانوا العدويون نشطين جدا في محاربة الصليبيين.
كان بدر الدين لولو، العبد الأرمني الذي أصبح حاكم الزنكية للموصل، قلقا من انتفاضة عدوية محتملة واعتقل الشيخ حسن في عام 1246. في عام 1254، بدأ بدر الدين لولو حملة ضد العدوية، وقتل الشيخ حسن. أشار المعاصر إلى أنه "بعد صراع مرير، تم توجيه أكراد العدوية، وقتل بعضهم، وتم أسر البعض الآخر. صلبت لولو مائة وأعدمت مائة أخرى. أمر بقطع أذرع أميرهم وأرجلهم وعرضها فوق بوابات الموصل. كما أرسل رجالا لحفر عظام الشيخ عدي وحرقها." لم يكونوا العدويون منزعجين من الخسائر الفادحة واستمروا في شن ثورات ضد الزنكية. خلف الشيخ حسن ابنه شرف الدين بن الحسن. في عهد شرف الدين، ثار العدويون واستعادوا بنجاح أراضيهم الأصلية من الزنكية. ومع ذلك، كان نجاحهم قصير الأجل، حيث غزا المغول في عام 1258 وقتلوا شرف الدين.
رفض زين الدين، ابن شرف الدين، قيادة العدوية بسبب الظالمين المغول، وبدلا من ذلك استقر في دمشق قبل الانتقال إلى وادي البقاع، ولاحقا مصر، حيث توفي. كان فخر الدين الزعيم الأخير للعدوية قبل انفصاله عن الإسلام. كان متزوجا من امرأة منغولية وكان على علاقة جيدة مع المغول.أدت التوترات بين العدويين والمسلمين الآخرين، وعزل العدوية عن الإسلام، إلى انشقاق ديني في نهاية المطاف.

## الإنفصال
في القرن الثالث عشر، انفصلت العدوية تدريجيا عن الإسلام وتطورت إلى اليزيدية. في عام 1324، كتب أبو فراس عبيد الله بن شبل أن الأزيدية ظهرت كدين مستقل عن الإسلام. ادعى أن اليزيدية كانت خليفة العدوية. ادعى أن العدوية لم تكن أبدا طائفة إسلامية، ولكنها ديانة منفصلة تعرف باسم "اليزيدية" بسبب تقديسها الشديد ليزيد بن معاوية. وادعى كذلك أن "العدويين اليزيديين تم تضليلهم من قبل الشيطان الذي همس لهم بأنهم يجب أن يحبوا يزيد، لدرجة أنهم يقولون 'نحن مبررون في القتل وأخذ ممتلكات من لا يحب يزيد.' تركوا صلاة الجمعة، ولكن أكثرهم انحرافا كان حسن بن عدي."
آمن الأزيديون بالثالوث الذي عينه الله للتعامل مع الشؤون الدنيوية. كان الانبثاق الأول هو ملك طاووس، والثاني كان الشيخ عدي بن مسافر، والثالث كان سلطان إيزيد. اعتقدوا أيضا أن ملك طاووس، فخر الدين، الشيخ شمس، ناصر الدين، سراج الدين (سجادين)، الشيخ أبو بكر (شيخوبكر)، وحسن بن عدي (شيخسن)، كانوا أفاتار للملائكة عزازيل، نورائل، إسرافيل، شمنائيل، جبرائيل، ميكائيل، ودردائيل، على التوالي. لم يكن لدى اليزيديين نفس مفهوم الشيطان كما فعلت الأديان الإبراهيمية. دافع الشيخ عدي عن إبليس، مثل نفوذه الرئيسي الحلاج، الذي ادعى أن إبليس لم يسجد لآدم بسبب مدى حبه لله. اتهم المسلمون والمسيحيون اليزيديين بعبادة الشيطان، بسبب كون ملك طاوس هو الصورة الرمزية لأزازيل. ومع ذلك، ادعى اليزيديون أنه لم يكن الشيطان، ولا ملاكا ساقطا، ولا مصدرا للشر.
تم تقديس الشيخ فخر الدين، الزعيم الأخير للعدوية، إلى جانب إخوته ناصر الدين والشيخ شمس وسجادين، في اليزيدية كأبناء إيزدينامير الأربعة. في التقاليد اليزيدية، كان إيزدينامير زعيم الدين، قبل أن ينقل منصبه إلى الشيخ عدي بن مسافر عندما استقر في لالش. على الرغم من أصلهم في العدوية، لم يعرف اليزيديون أنفسهم كمسلمين. ادعى اليزيديون أن الشيخ عدي لم يكن مسلما بل يزيديا أرسله الله كمجددا للدين، وأن الشيخ عدي فقط تبنى بعض المعتقدات الإسلامية لحماية وتنمية الدين الذي كان دائما متميزا عن الإسلام. احتفظت اليزيدية بالعديد من المعتقدات الصوفية، مع الاحتفاظ بمعتقدات ما قبل الإسلام على مستوى أوسع. كانت النصوص الدينية اليزيدية في الغالب بالكردية الكرمانجية، وبعضها بالعربية، والقليل منها بالتركية. تاريخيا، فقدت العديد من النصوص الدينية اليزيدية بسبب الاضطهاد.
خلال الفترة المبكرة من اليزيدية في القرن الثالث عشر، ظهر الشيخ مند، ابن فخر الدين، أيضا كحاكم لإمارة كيليس، وقائدا عسكريا أيوبيا. كما تم تبجيل أخته، خاتونة فخراء، كقديسة يزيدية مهمة. زار الصوفي الشيخ أحمد البدوي أيضا قبر الشيخ عدي.
تم تقسيم الشيوخ اليزيديين إلى ثلاث أنساب، الشمساني والعدني والقتني. داخل الأنساب، كان هناك المزيد من الأنساب. كانوا الشمسانية من أصل كردي وادعى أنهم ينحدرون من الأبناء الأربعة لإزدينامير، وكانوا العدنية من أصل عربي وزعموا أنهم ينحدرون من حسن بن عدي (شيخسن)، وكانوا القتنية أيضا من أصل عربي وادعى أنهم ينحدرون من الشيخ أبو بكر (شيخوبكر)، أحد أفراد عائلة الشيخ عدي.
نفى اليزيديون أن أسمائهم جاءت من يزيد بن معوية وزعموا أنها جاءت من السلطان إيزيد. اعتقد الكثيرون أن السلطان إيزيد كان مجرد يزيد بن معاوية ولكن مستكرد، على الرغم من أن الأيزيديين أنكروا ذلك، بغض النظر عن أوجه التشابه بينهم. استمر اليزيديون في تبجيل يزيد بن معوية، على الرغم من أنه أقل بكثير بعد دمجهم في العراق، الذي كان لديه أغلبية شيعية. أشادوا الأكراد القوميون باليزيدية بسبب أصلها في كردستان، وقدموها على أنها "الدين الأصلي" للأكراد، بينما حاولوا التقليل من شأن عدي بن مسافر والعديد من القديسين اليزيديين بسبب أصلهم العربي، كجزء من محاولاتهم لإدراج اليزيدية في القومية الكردية وإزالة ما اعتبروه تأثيرا عربيا من اليزيدية. ادعوا العرب القوميون أن اليزيديون من أصل عربي بسبب تعديد العرب في القديسين اليزيديين، والدور التاريخي للعرب في العدوية، كجزء من محاولاتهم لتقديم اليزيديين كمجموعة عرقية دينية عربية مثل الدرز، مدعين أنهم ببساطة عرب يتبعون دينا متميزا.